# Sanktuarium Matki Bożej Trzykroć Przedziwnej w Koszalinie
Sanktuarium Matki Bożej Trzykroć Przedziwnej – kaplica, znajdująca się na Górze Chełmskiej w Koszalinie. Pełni funkcję centrum Maryjnego Ruchu Apostolskiego w diecezji koszalińsko-kołobrzeskiej. Budynek jest dokładną kopią kaplicy w Otwocku-Świdrze.
Tuż przy kaplicy znajdują się fundamenty postawionej na przełomie XII i XIII wieku kaplicy Najświętszej Marii Panny.

## Historia
Sanktuarium na Górze Chełmskiej istniało w tym miejscu już w XIII wieku (osobny artykuł: sanktuarium maryjne na Górze Chełmskiej). Największy jego rozkwit przypadał na wczesne średniowiecze i średniowiecze, aż do roku 1533, gdy w wyniku reformacji luterańskiej obiekty na górze zburzono i spalono.
Ponowne starania o zbudowanie na Górze Chełmskiej sanktuarium przedsięwziął biskup Ignacy Jeż w 1977 roku. Wówczas to wystosował pismo do wojewody koszalińskiego Jana Urbanowicza z prośbą o przekazanie Góry Chełmskiej kościołowi. Wniosek został odrzucony. Mimo wielokrotnych rozmów na ten temat sytuacja zmieniła się dopiero w 1981 roku. Władze zgodziły się na budowę seminarium duchownego pod Koszalinem, jednak nie wyraziły zgody na przywrócenie Górze Chełmskiej charakteru sakralnego. Decyzję motywowano bliskością terenów wojskowych oraz niezgodności koncepcji kościelnych z planem zagospodarowania przestrzennego.
W roku 1990 wydano wskazanie lokalizacyjne pozwalające na zbudowanie świątyni. 31 lipca tego samego roku odbyło się spotkanie przedstawicieli kościoła koszalińskiego z prezydentem miasta Koszalin Bogdanem Krawczykiem. Zastanawiano się na nim, jak pogodzić istnienie tuż obok siebie ośrodka pielgrzymkowego z koncepcją utworzenia lokalu rozrywkowego. Ostatecznie kuria wystąpiła z wnioskiem o poszerzenie wskazania lokalizacyjnego, na co Rada Miejska Koszalina wyraziła zgodę 10 sierpnia 1990 roku, a ostateczną zgodę wydał Zarząd Miasta. Po załatwieniu wszystkich innych formalności kuria biskupia otrzymała w drugiej połowie listopada 1990 roku pozwolenie na budowę zespołu sakralnego.
Plac pod budowę poświęcony został 30 grudnia 1990 roku przez biskupa Jeża, a wmurowanie kamienia węgielnego nastąpiło 14 kwietnia 1991 roku. Kaplica, która powstała w kilka miesięcy, konsekrowana została 1 czerwca 1991 roku przez papieża Jana Pawła II.

## Wyposażenie kościoła

### Obraz
W sanktuarium znajduje się obraz Matki Bożej zatytułowanej MATKA BOŻA TRZYKROĆ PRZEDZIWNA – MATER TER ADMIRABILIS. Obraz jest wierną kopią wizerunku Matki Boskiej Trzykroć Przedziwnej znajdującego się w sanktuarium w Schönstatt.

## Miejsca pamięci i pomniki

### Powstańcom listopadowym – budowniczym drogi
U podnóża góry znajduje się kamień pamiątkowy poświęcony powstańcom listopadowym, budowniczym drogi przez Górę Chełmską. Na kamieniu fragment Warszawianki:
Leć nasz Orle, w górnym pędzie,
Sławie, Polsce, światu służ!
oraz słowa:
ŻOŁNIERZOM POLSKIM – POWSTAŃCOM LISTOPADOWYM INTERNOWANYM PRZEZ WŁADZE PRUSKIE W 1831 ROKU BUDOWNICZYM DROGI PRZEZ GÓRĘ CHEŁMSKĄ
RODACY

### Pomnik na pamiątkę wizyty papieża Jana Pawła II
Tuż przy bramie prowadzącej na Górę, stoi pomnik upamiętniający pobyt Jana Pawła II w Sanktuarium Matki Bożej Trzykroć Przedziwnej na Górze Chełmskiej w 1991 roku. Na pomniku napis:
1 czerwca 1991 r. przybył tu na Górę Chełmską z pielgrzymką ojciec św. JAN PAWEŁ II

### Tablica ze słowami papieża
Na szczycie góry, niedaleko kaplicy stoi kolejny pomnik upamiętniający pobyt Jana Pawła II na Górze Chełmskiej w Koszalinie. Na pomniku, w formie tablicy widnieje napis:
„CZY SŁOWA BOGA WYPOWIEDZIANE NA SYNAJU NIE ODEZWAŁY SIĘ DALEKIM ECHEM RÓWNIEŻ TU NA TEJ GÓRZE?”
DEKALOG – DZIEDZICTWO STAREGO PRZYMIERZA BOGA Z IZRAELEM – ZOSTAŁ POTWIERDZONY W EWANGELII JAKO MORALNY FUNDAMENT PRZYMIERZA NOWEGO WE KRWI CHRYSTUSA
JAN PAWEŁ II KOSZALIN 1 CZERWCA 1991 R

### Pomnik upamiętniający Lecha Kaczyńskiego i Ryszarda Kaczorowskiego
8 maja 2011 roku na terenie sanktuarium, przy jednej z alejek prowadzących na Górę Chełmską, odsłonięto pomnik upamiętniający Lecha Kaczyńskiego i Ryszarda Kaczorowskiego. Na pomniku, mającego postać sześciotonowego głazu, znajduje się tablica z napisem:
Pamięci pielgrzymów do Sanktuarium Matki Bożej Trzykroć Przedziwnej Prezydentów Rzeczypospolitej Polskiej Ryszarda Kaczorowskiego – 12.02.2000 – i Lecha Kaczyńskiego – 14.05.2009.